# Shylock
Pour le groupe de rock, voir Shylock (groupe de rock).
Shylock est l'un des personnages les plus marquants du Marchand de Venise de William Shakespeare. Il y tient le rôle d'un riche usurier juif, pratiquant des taux déraisonnables et acharné dans le recouvrement de ses créances.
Son nom est devenu, en anglais courant, synonyme de « requin d’affaires » et le personnage, l’une des incarnations les plus puissantes et durables des préjugés antisémites, avec le Fagin de Charles Dickens. Cependant, Shylock, méprisé de tous, tient aussi une longue tirade sur l'humanité des Juifs et l'absurdité des préjugés antisémites qui en font, dans certaines représentations, un personnage tragique voire sympathique.

## Rôle dans la pièce
Shylock est un prêteur sur gages aigri par le succès de son rival chrétien Antonio (en), le marchand de Venise éponyme ; celui-ci lui fait non seulement péricliter ses affaires en pratiquant des taux d’intérêt modiques mais en outre, il ne cache pas son mépris pour le Juif, crache sur lui (au propre et au figuré), détourne de lui ses amis et monte contre lui ses ennemis.
Shylock est donc réticent à accorder un prêt monétaire à Bassanio sur le compte d'Antonio et n’y consent qu’après avoir fixé en gage une « livre de la chair » d’Antonio. Antonio connaissant un revers de fortune, Shylock exige le recouvrement de sa dette, sachant qu’il entraîne ainsi la mort d’Antonio. Shylock se montre d’autant plus insistant que sa fille unique, Jessica, a fui la maison en dérobant sa fortune pour retrouver Lorenzo, un autre ami d'Antonio, après s’être convertie au christianisme.
Refusant d’accorder son pardon, Shylock perd son procès et se voit confisquer le reste de ses avoirs pour avoir voulu attenter à la vie d’un citoyen vénitien alors qu’il est un « étranger ». Le duc de Venise, auquel la moitié de sa fortune revient (l’autre étant devenue la propriété d'Antonio qui souhaite en faire don à Lorenzo et Jessica), consent à la lui remettre si lui aussi accepte la conversion.

### La tirade de Shylock
Pris à partie par Portia (en), Shylock répond par un monologue qui constitue l’un des sommets de la pièce :

« [La livre de chair que je réclame à Antonio me servira] à amorcer les poissons.

Si elle ne nourrit rien d’autre, elle nourrira ma vengeance.

Il m’a humilié ; il m’a fait tort d’un demi-million ;

il a ri de mes pertes ; il s’est moqué de mes gains ;

il a humilié ma nation ; il m’a fait manquer des marchés ;

il a refroidi mes amis, échauffé mes ennemis ; et pourquoi ? Je suis Juif.

Un Juif n’a-t-il pas des yeux ? Un Juif n’a-t-il pas, comme un chrétien, des mains,

des organes, des dimensions, des sens, des affections, des passions ?

N’est-il pas nourri de la même nourriture, blessé par les mêmes armes,

sujet aux mêmes maladies, guéri par les mêmes remèdes,

réchauffé et glacé par le même été et le même hiver ?

Si vous nous piquez, ne saignons-nous pas ?

Si vous nous chatouillez, ne rions-nous pas ?

Si vous nous empoisonnez, ne mourons-nous pas ?

Et si vous nous faites du mal, ne nous vengerons-nous pas ?

Si nous sommes semblables à vous en tout le reste, nous vous ressemblerons aussi en cela.

Si un Juif cause du tort à un chrétien, quelle est sa modération ? La vengeance.

Si un chrétien cause du tort à un Juif, devra-t-il souffrir à l’exemple des chrétiens ? Il se vengera.

La vilénie que vous m’enseignez, je l’exécuterai ;

et quelque peine qu’il m’en coûte, je dépasserai mes maîtres. »

— acte III, scène 1

## Pièces inspirées
Il existe deux autres pièces inspirées par le personnage principal du Marchand de Venise :
- The Merchant (en) : une pièce de 1976 en deux actes du dramaturge anglais Arnold Wesker, centrée sur le personnage juif de Shylock[3],[4],[5].
- Shylock (en) : une pièce primée de 1996 en un acte composé d'un monologue, écrite par le dramaturge canadien Mark Leiren Young (en), où un acteur juif se trouve condamné par sa propre communauté pour son interprétation du célèbre personnage de Shakespeare[6],[7].

## Représentations du personnage de Shylock

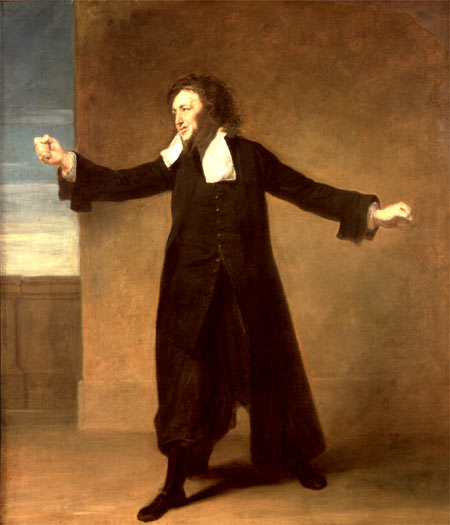
Charles Macklin à Covent Garden, 1767-68 (Angleterre)
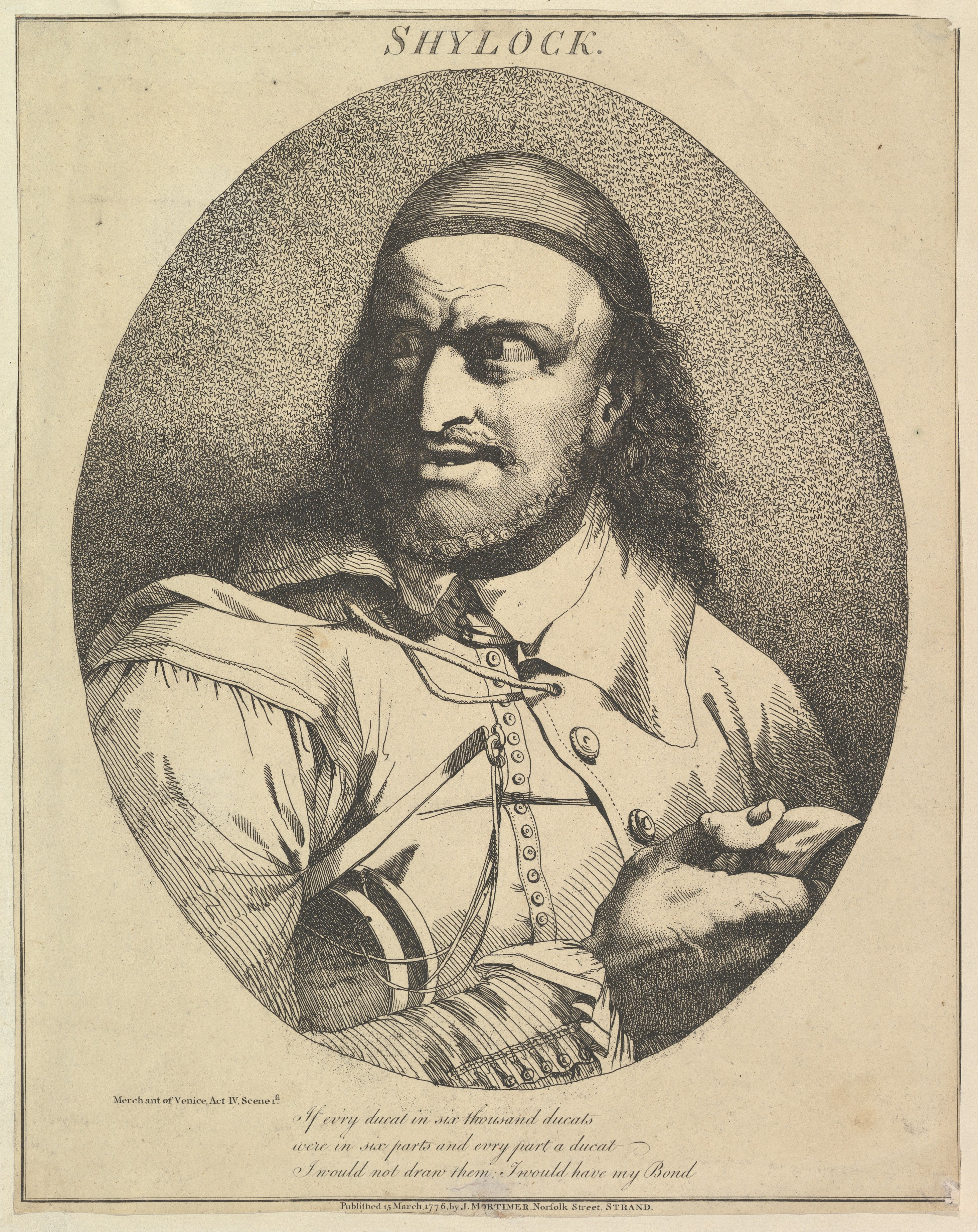
Eau-forte par John Hamilton Mortimer, 1776 (Angleterre)
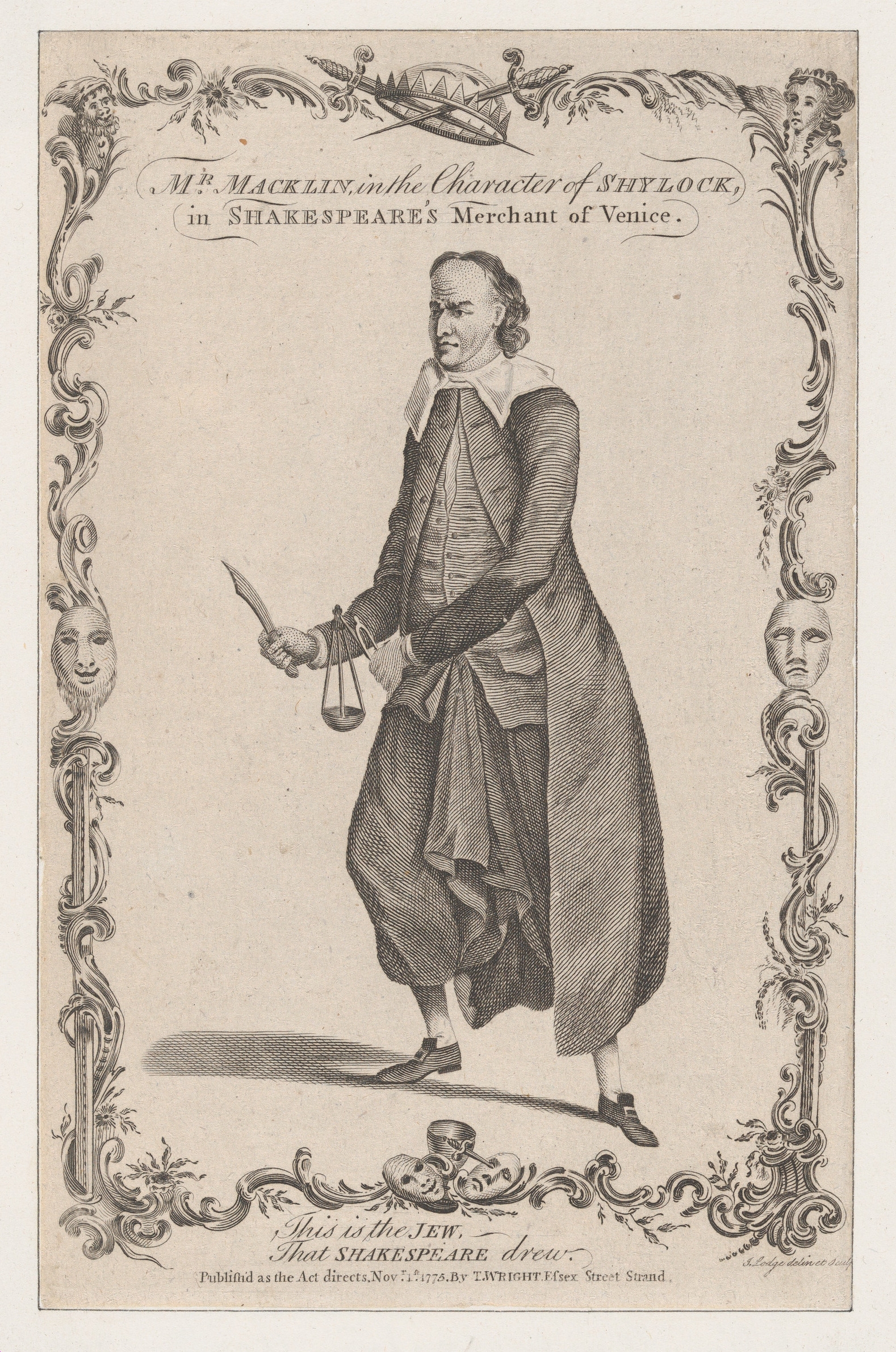
Gravure de John Hamilton Mortimer, 1776 (Angleterre)
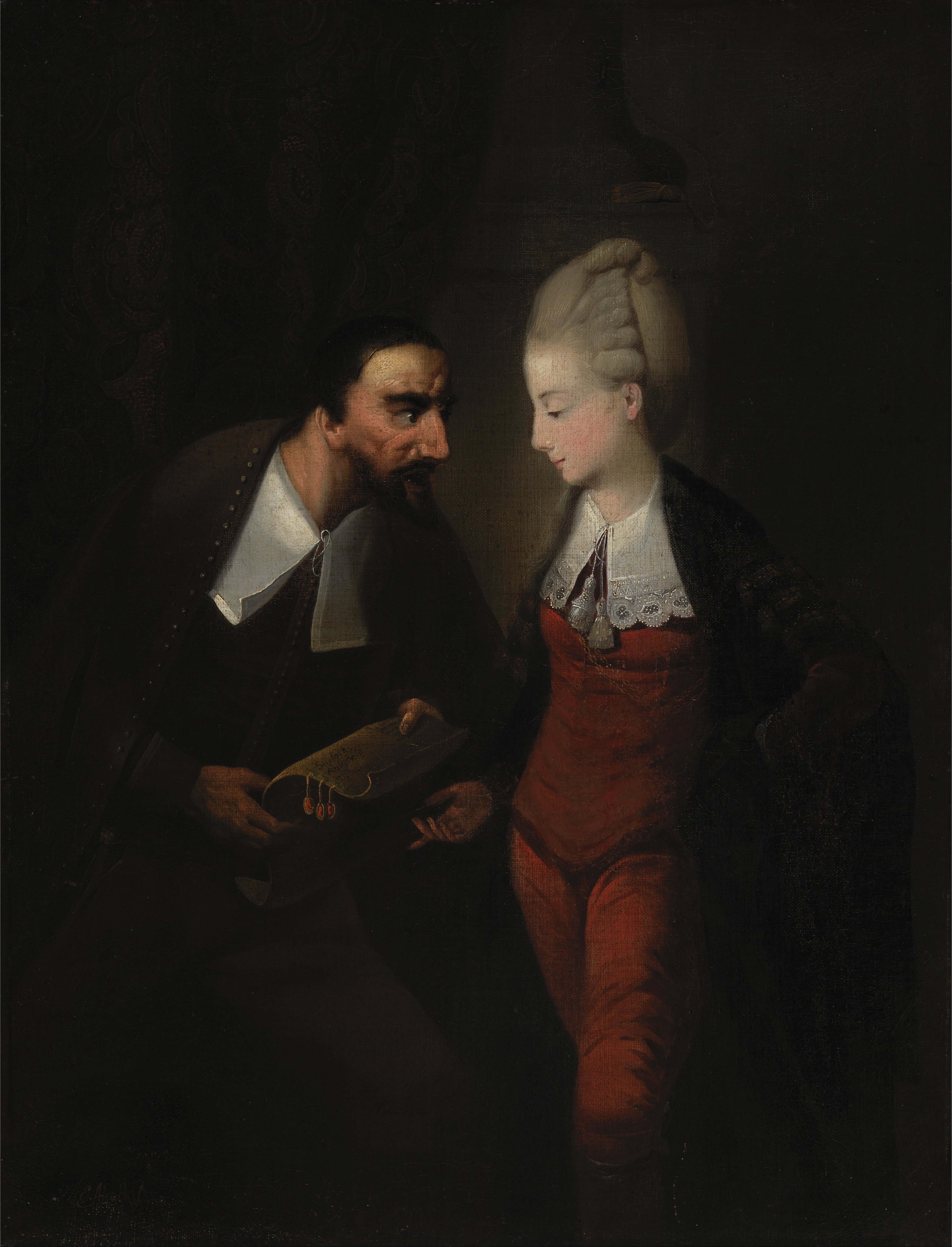
Peinture par Edward Alcock (en), v. 1778 (Royaume-Uni)
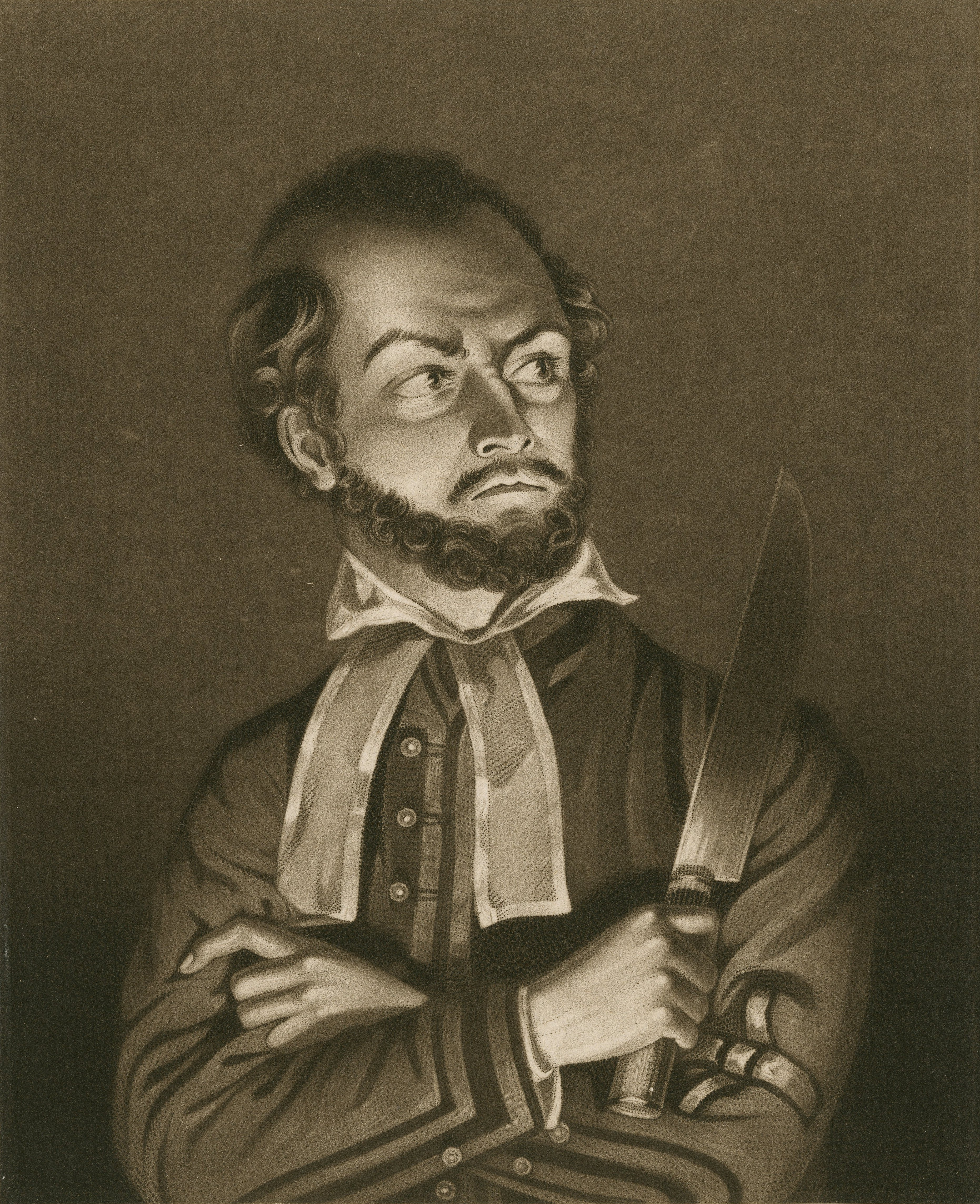
Edmund Kean par Henry Hoppner Meyer (en), début XIXe siècle (Angleterre)
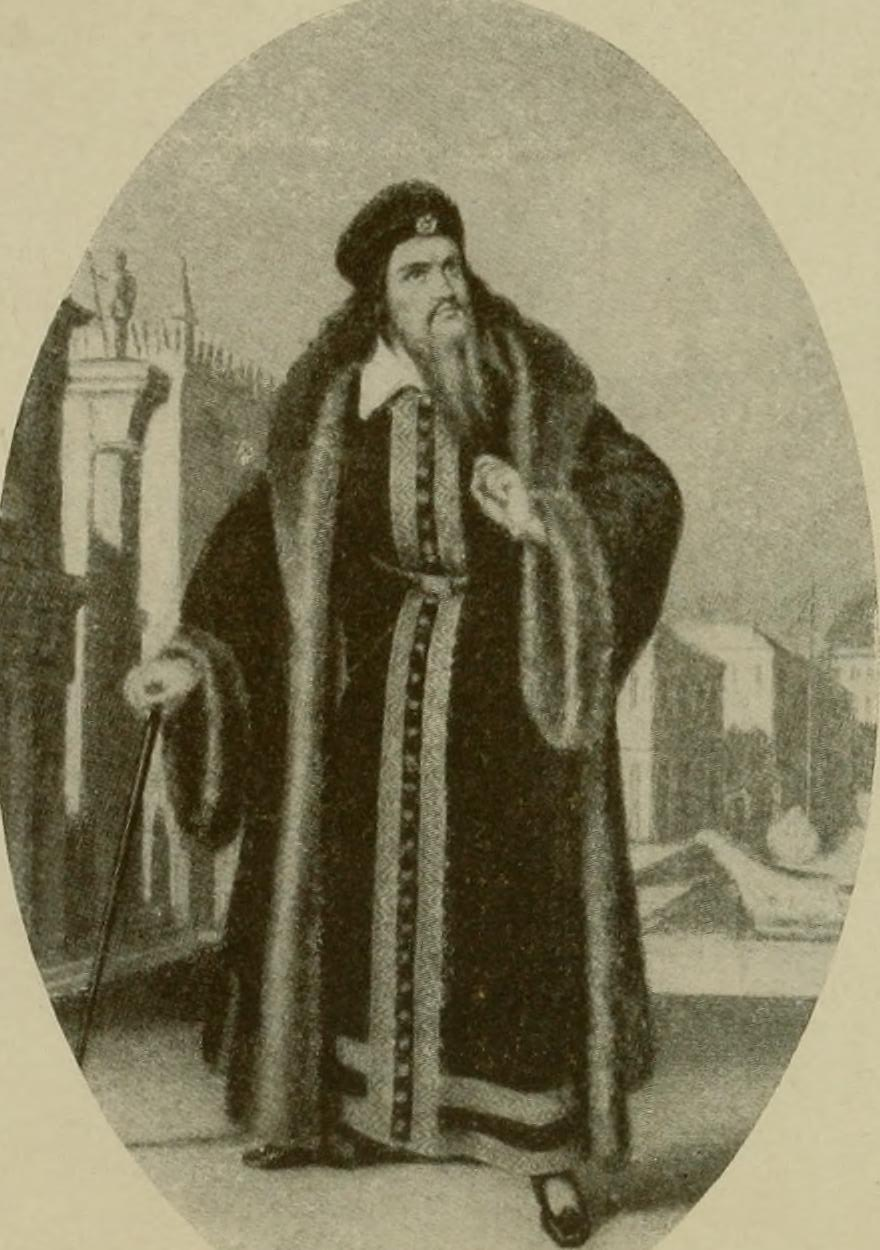
Edmund Kean, 1814 (Royaume-Uni)
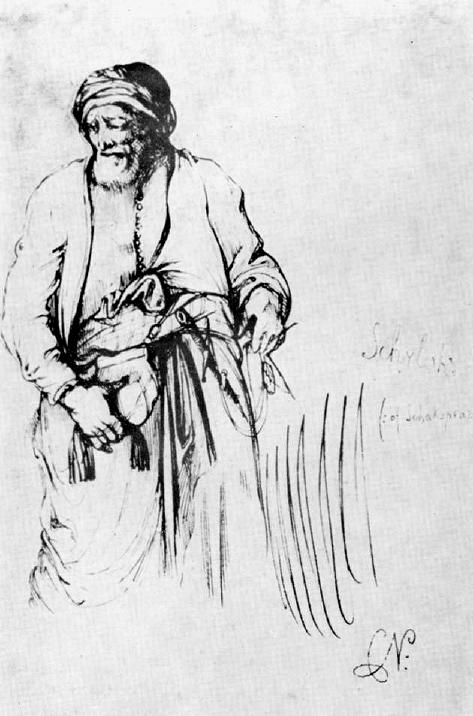
Dessin de Cyprian Kamil Norwid, 1848 (Pologne)
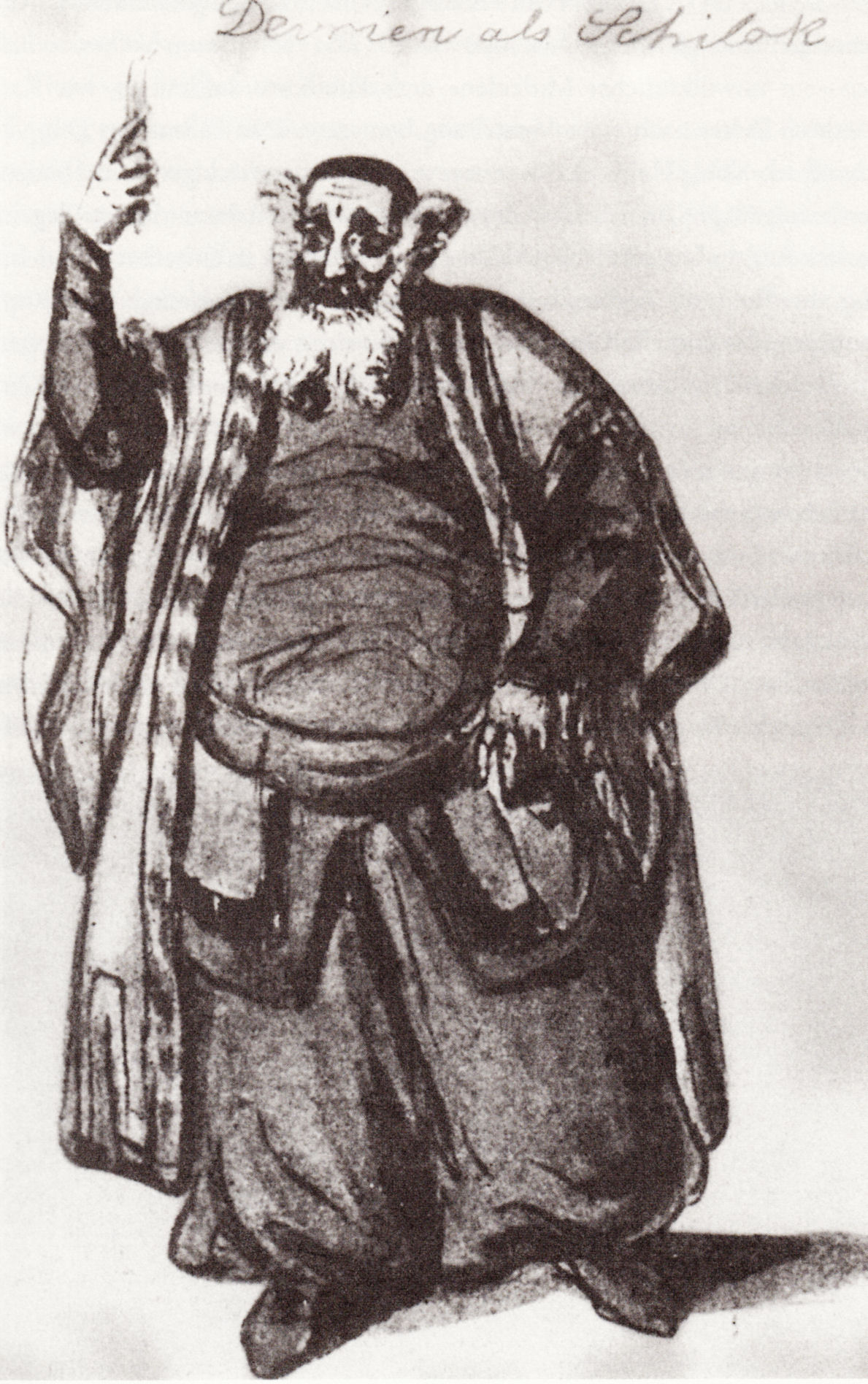
Ludwig Devrient par Wilhelm Hensel, av. 1861 (Allemagne)
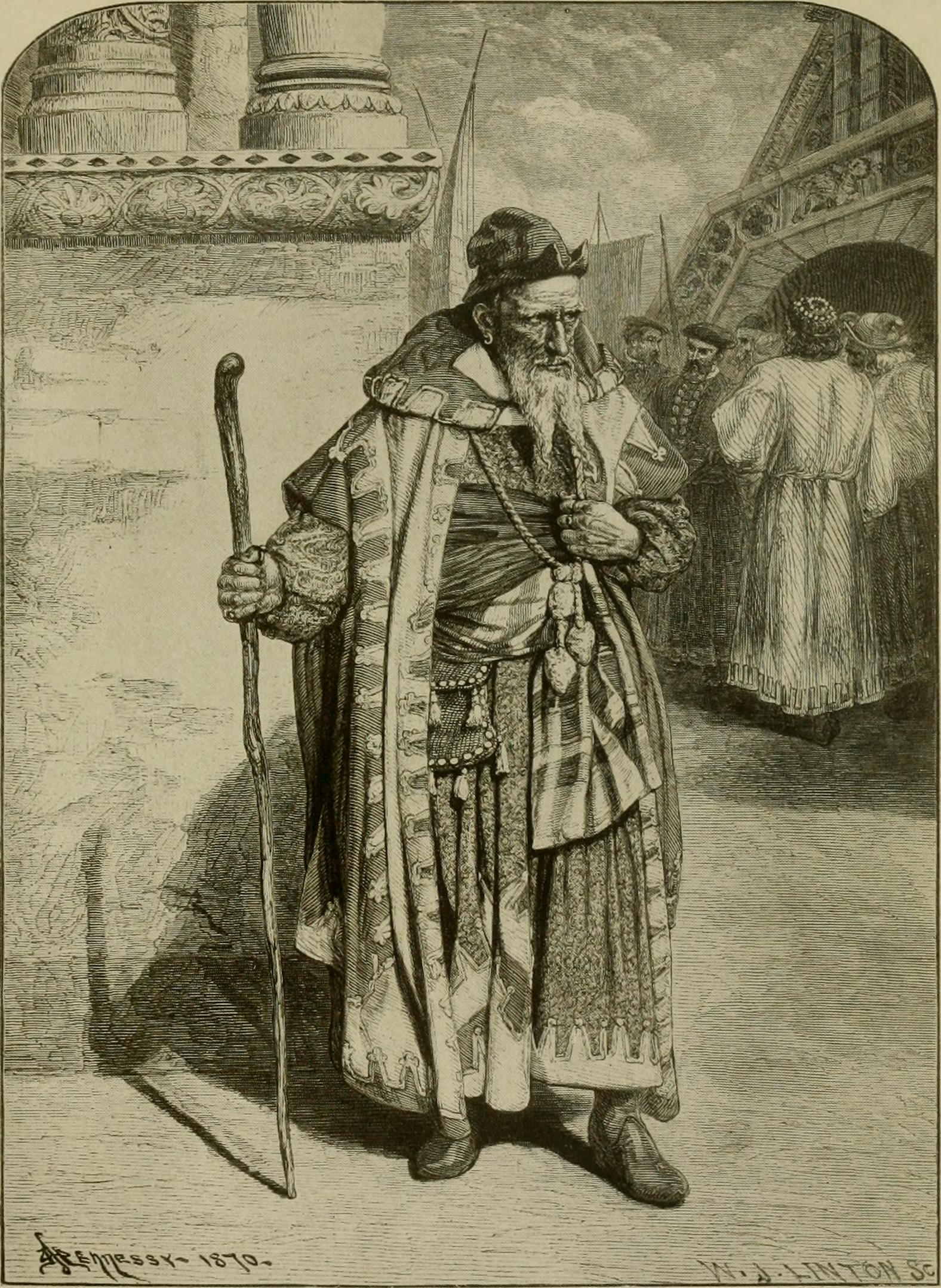
Edwin Booth dessiné par William Joh, Hennesy, 1872 (Irlande)
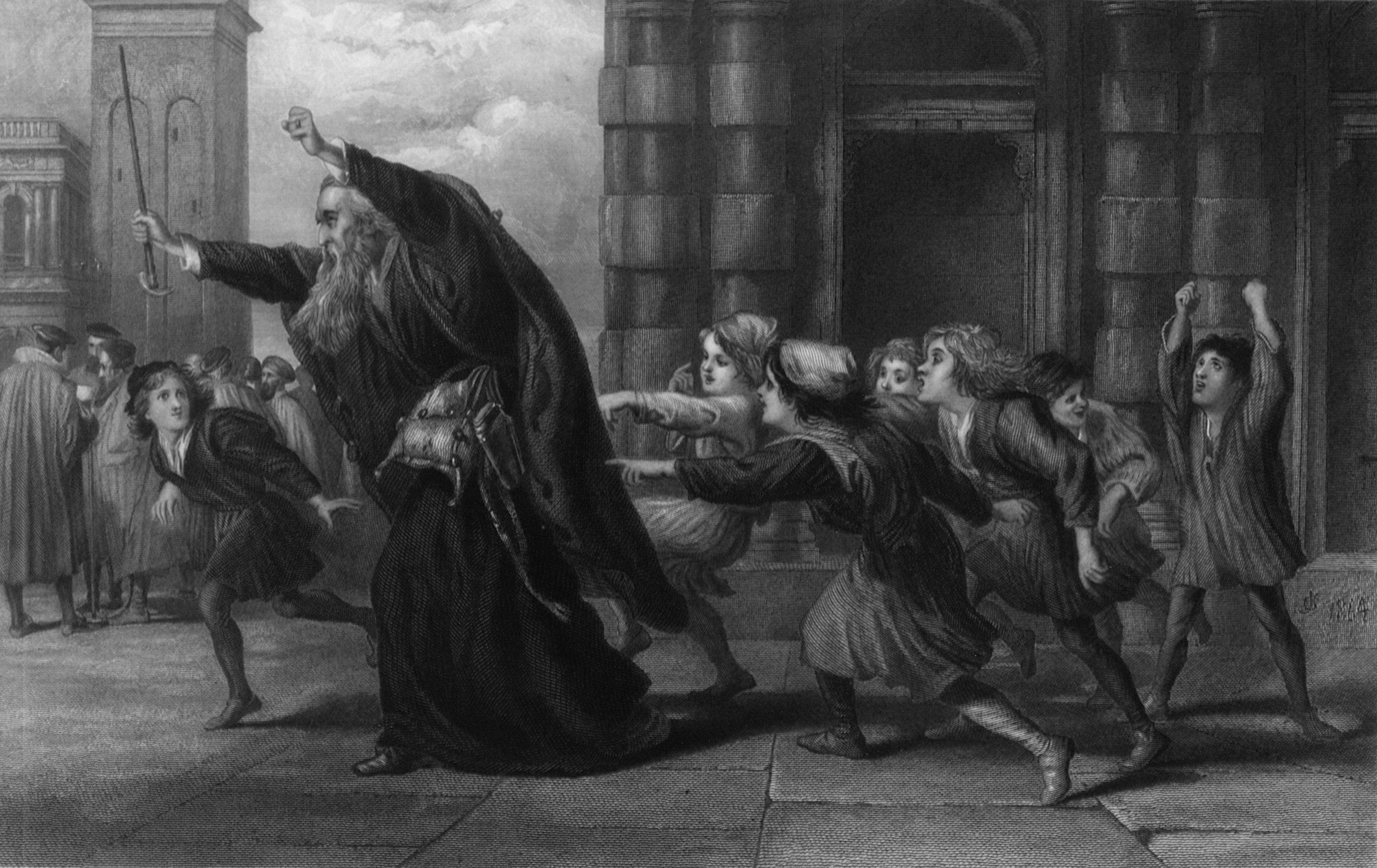
Gravure américaine par John Gilbert av. 1873
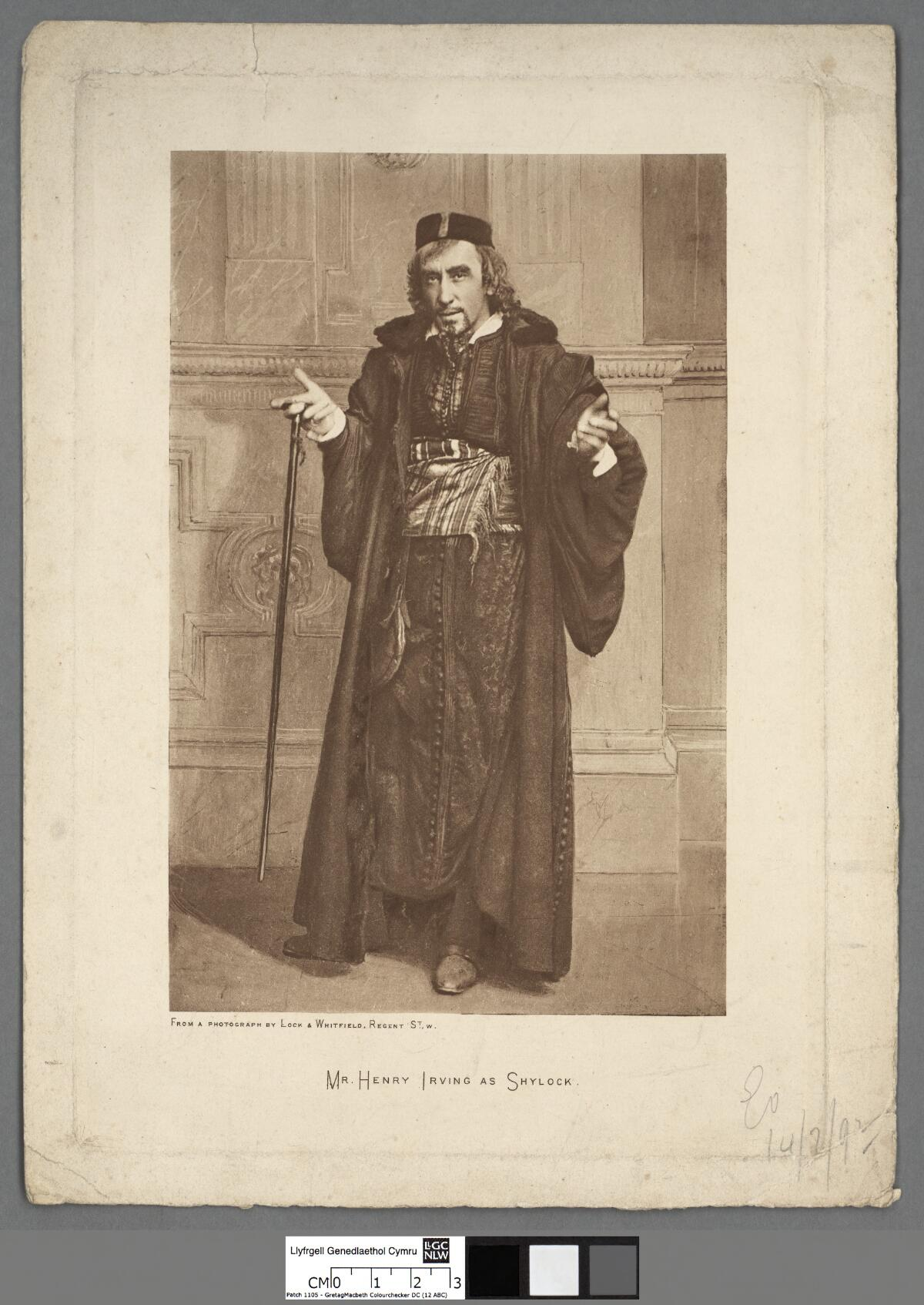
Henry Irving, v. 1880 (pays de Galles)
Axel Collin (sv), 1889 (Suède)
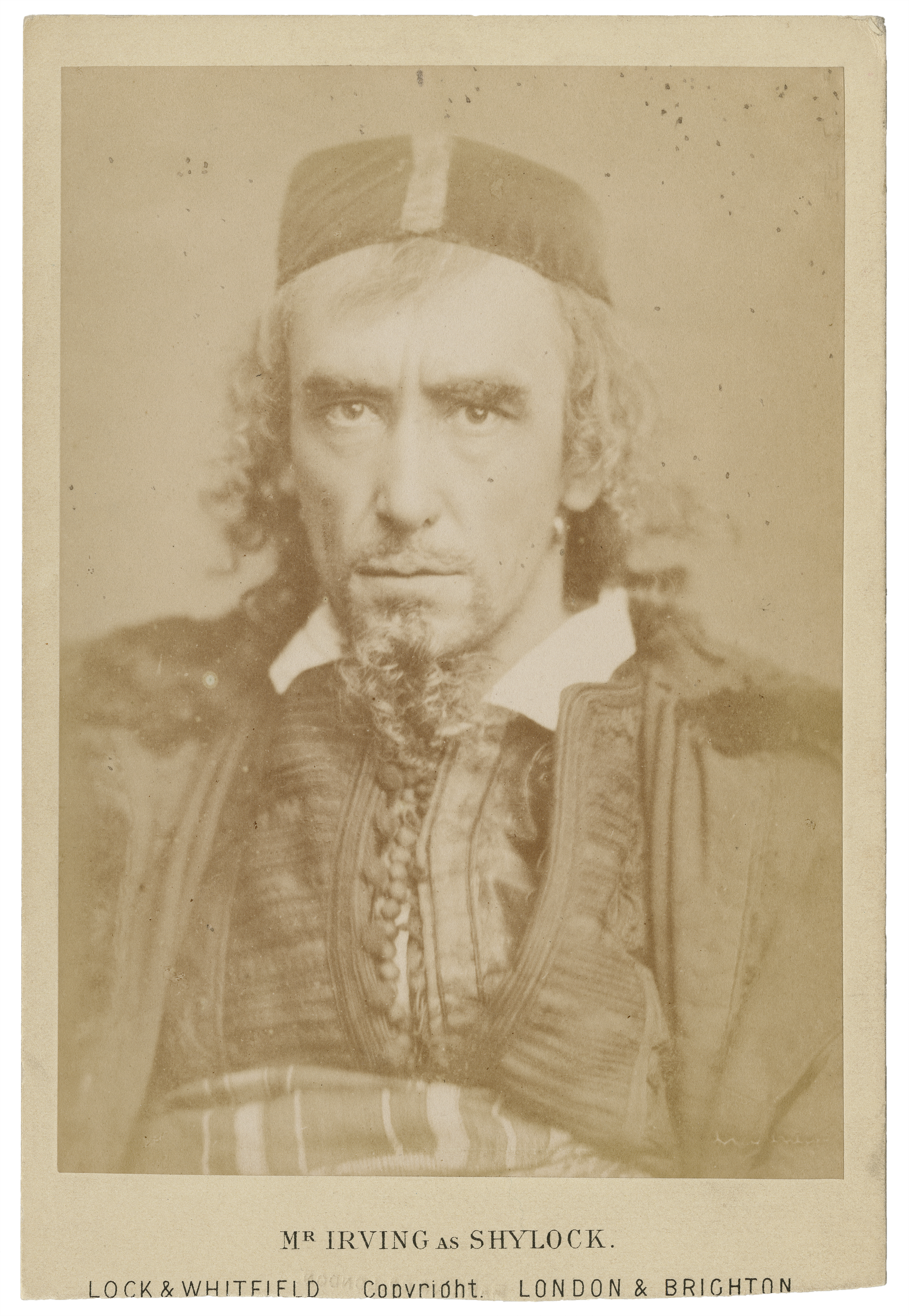
Henry Irving photographié par Lock & Whitfield, v. 1893
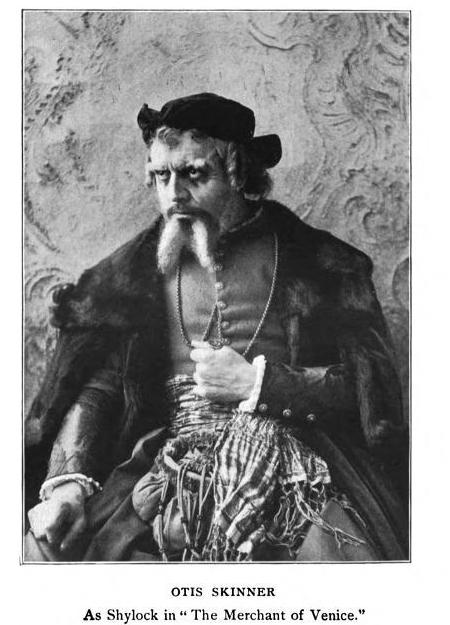
Otis Skinner, 1899 (États-Unis)
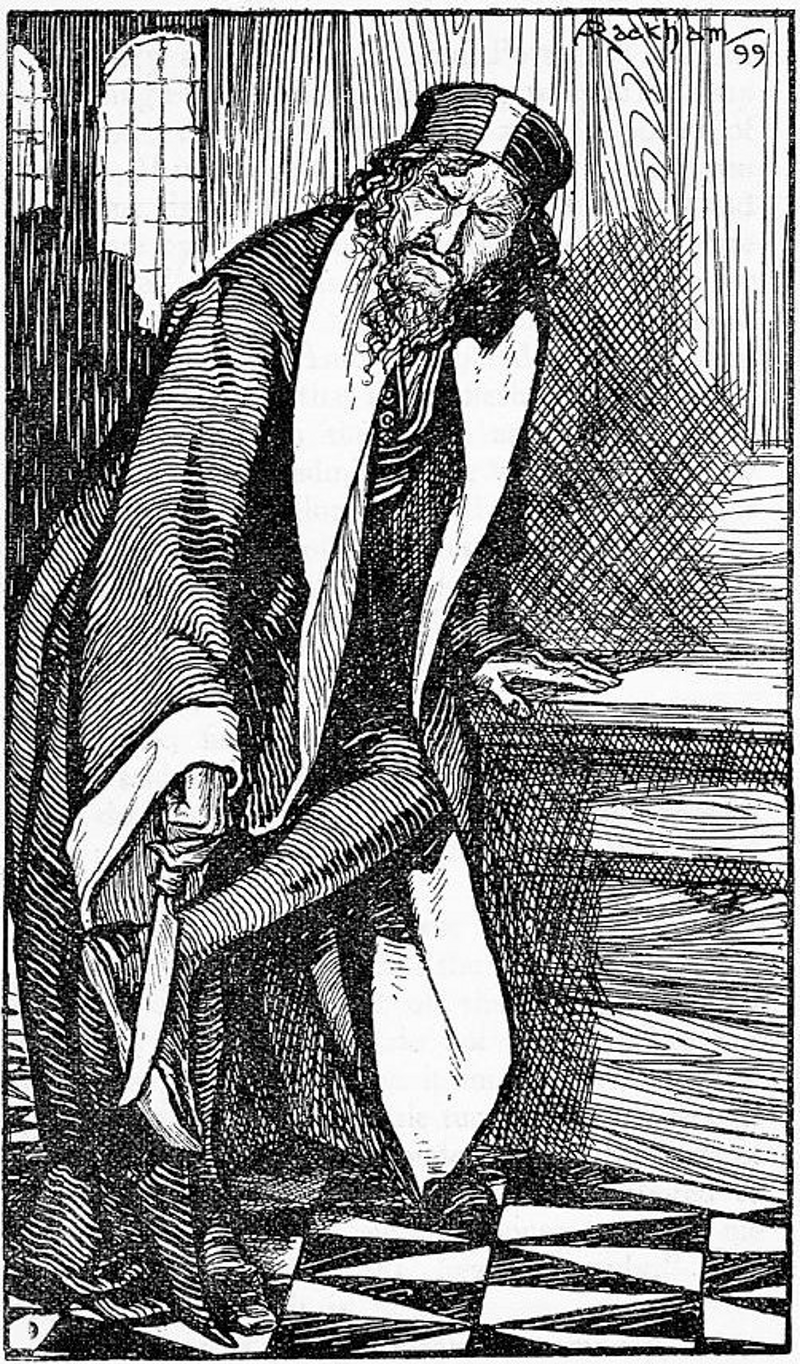
Illustration de Arthur Rackham, 1899 (Royaume-Uni)
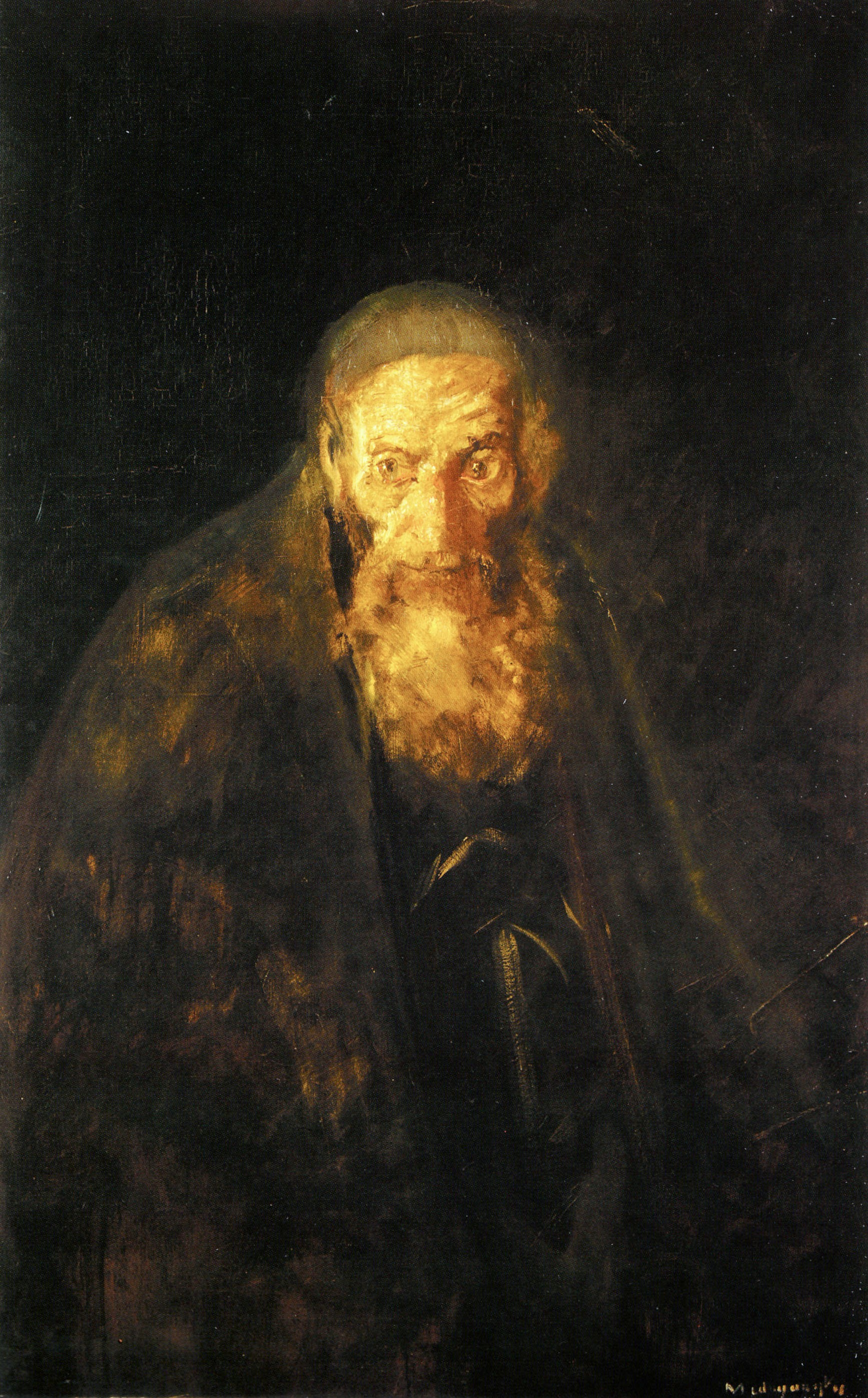
Peinture de László Mednyánszky (Slovaquie), v. 1900
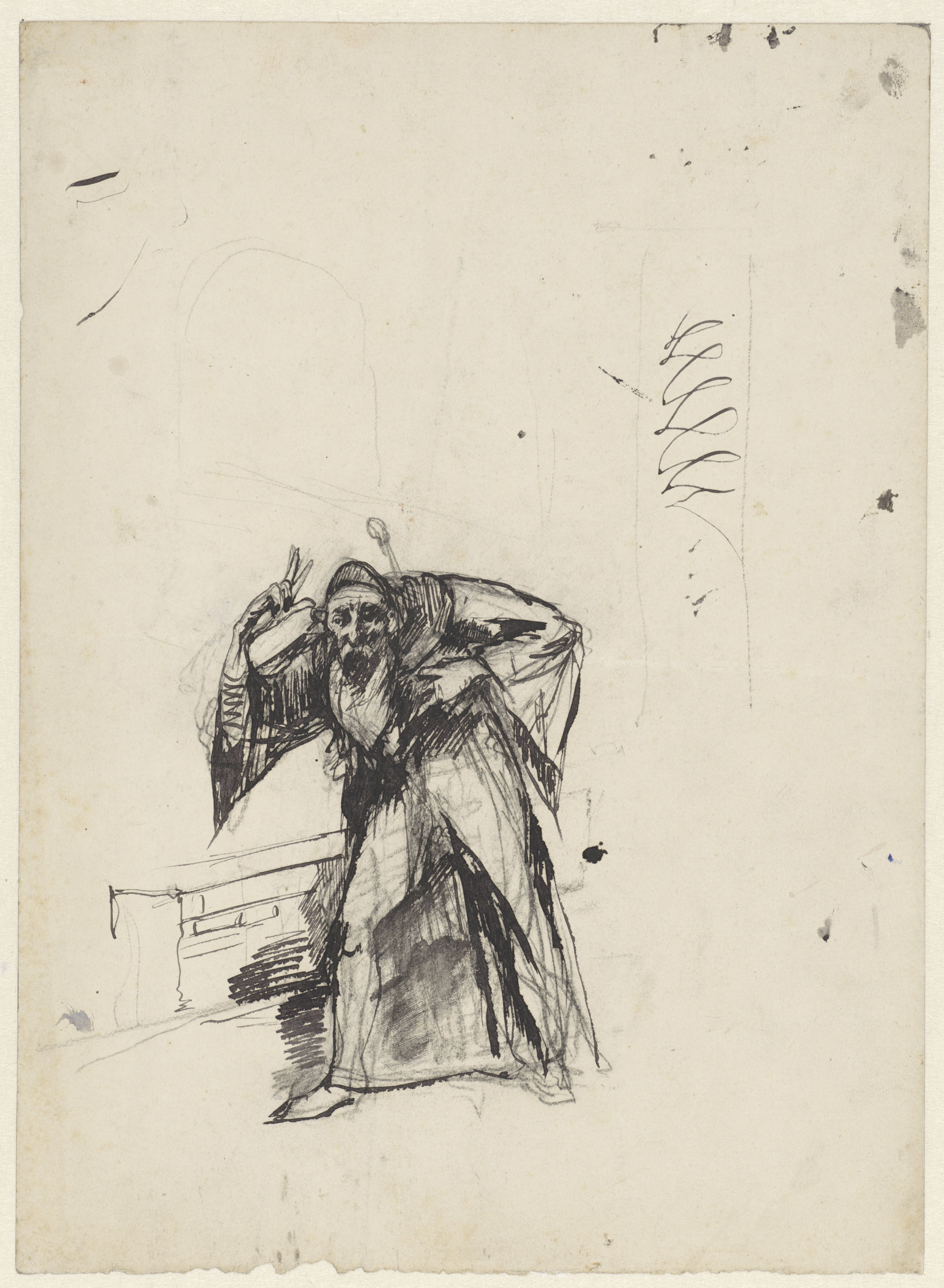
Dessin de Jacobus van Looy, 1865-1930 (Pays-Bas)
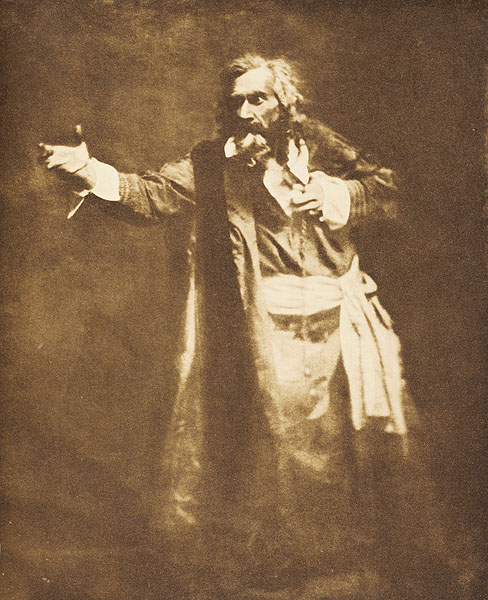
Photographie de l'américain Joseph Keiley (en), 1901
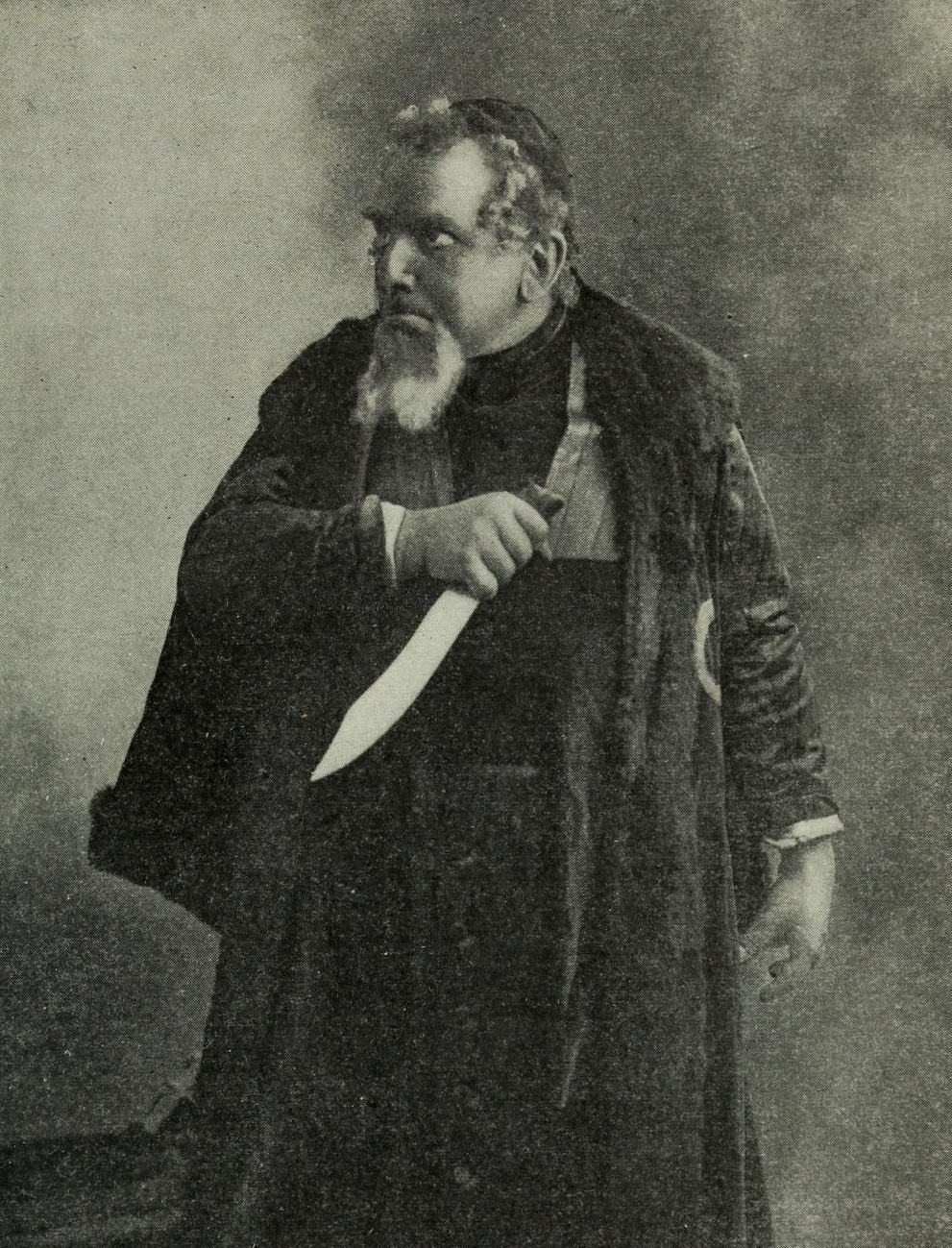
Ernst von Possart, av. 1904 (Allemagne)
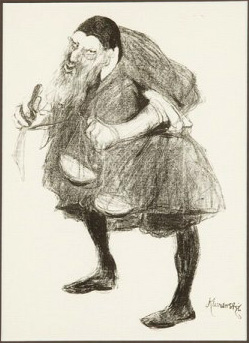
Józef Kotarbiński (pl) par Stanisław Kuczborski (en), 1904 (Pologne)
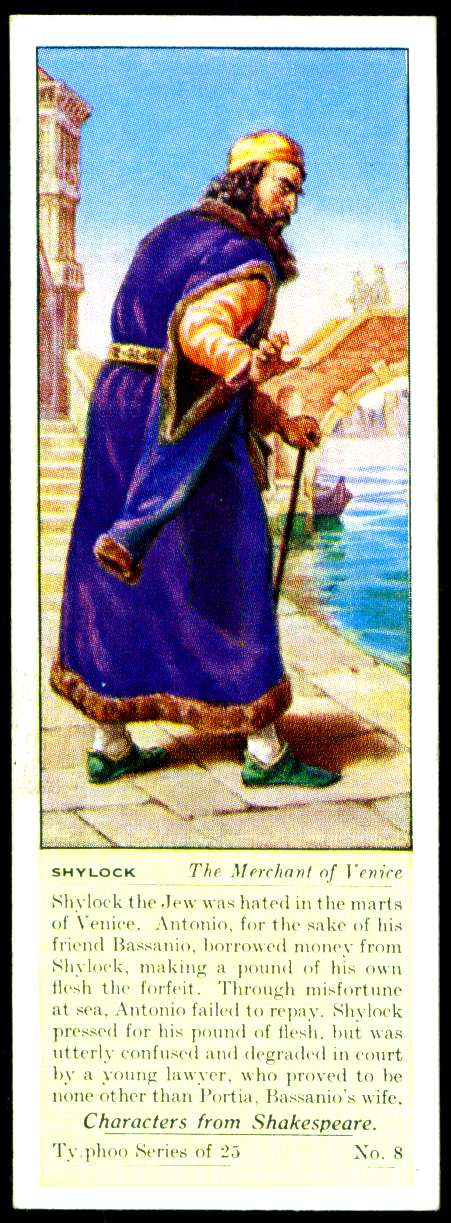
Carte d'un jeu Characters From Shakespeare Typhoo Tea, 1905 (Royaume Uni)
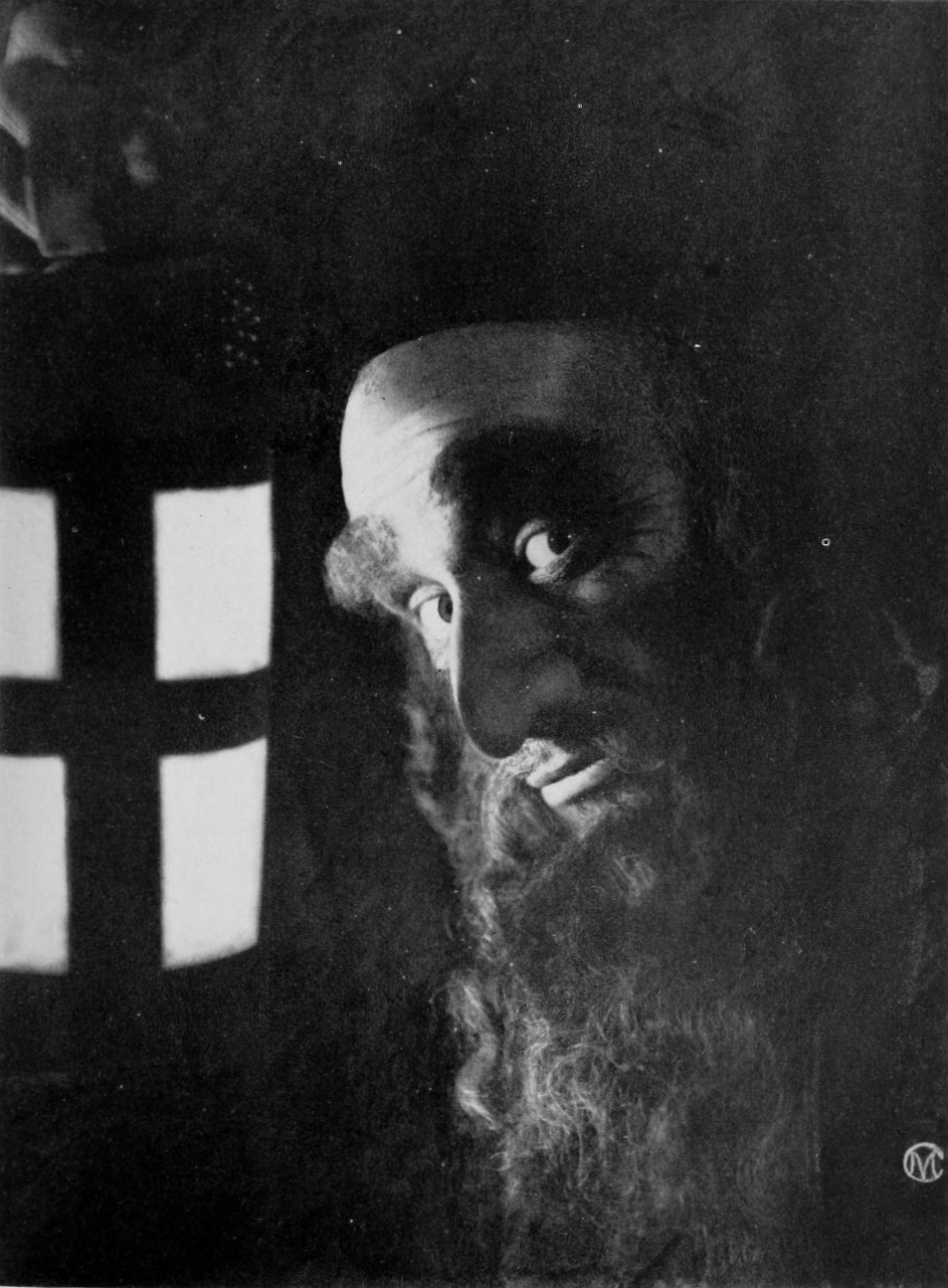
Cavendish Morton (en), 1909
Chromolithographie par Frederick Burr Opper (1857-1937) (États-Unis)
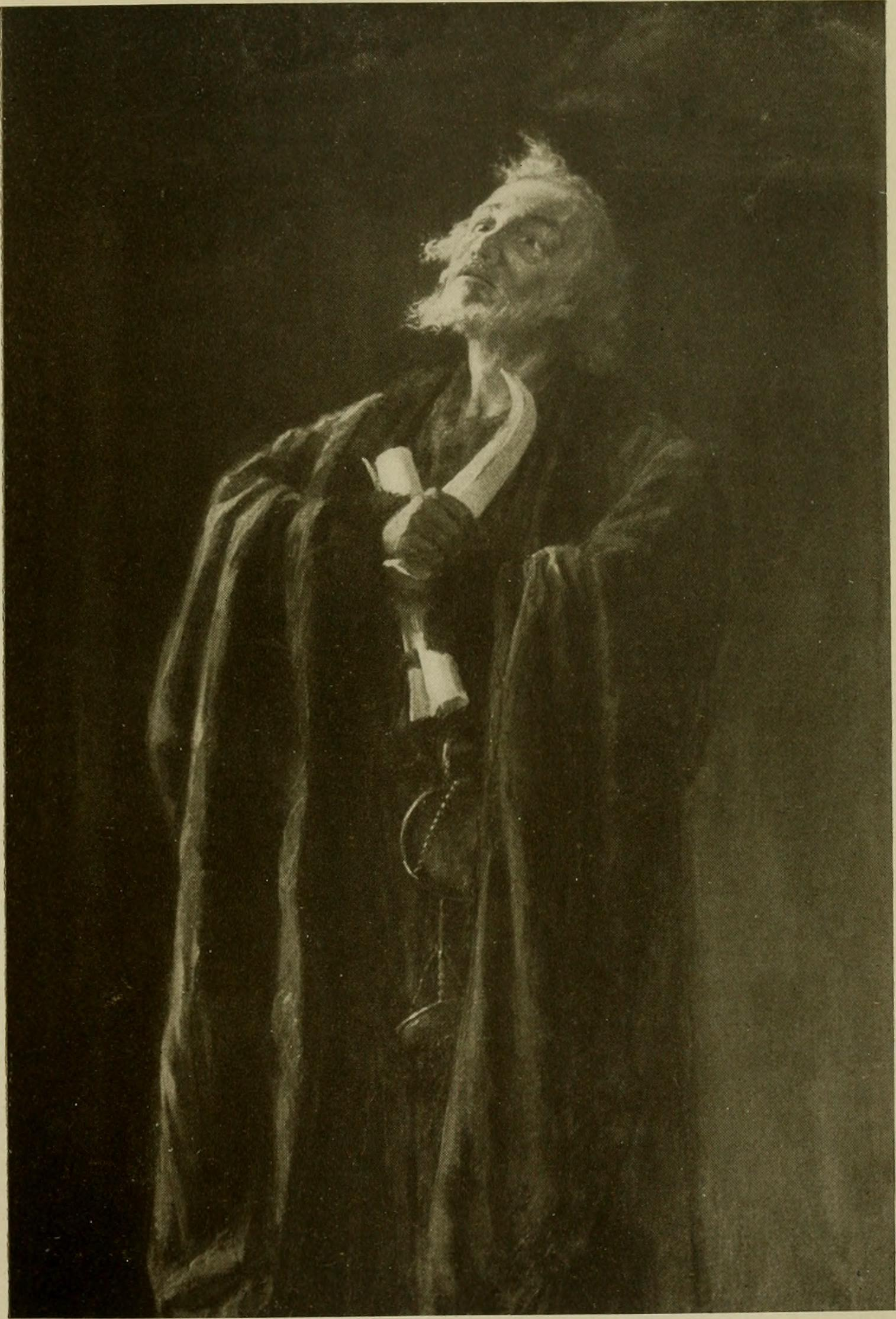
Richard Mansfield peint par Edgar Spier Cameron, 1911 (États-Unis)
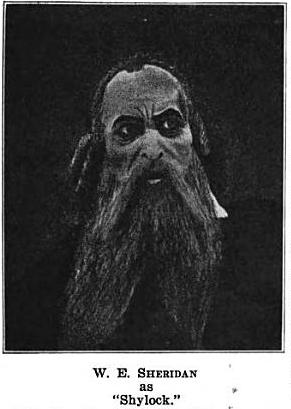
William E. Sheridan (en), 1913 (États-Unis)
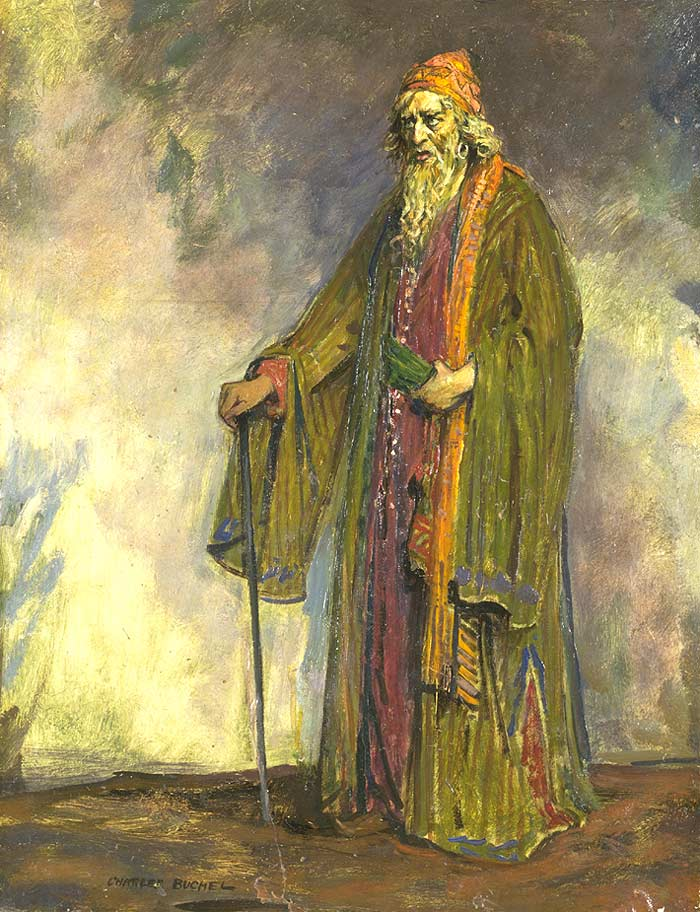
Sir Herbert Beerbohm Tree par Karl August Bücher (en), 1914 (Royaume-Uni)
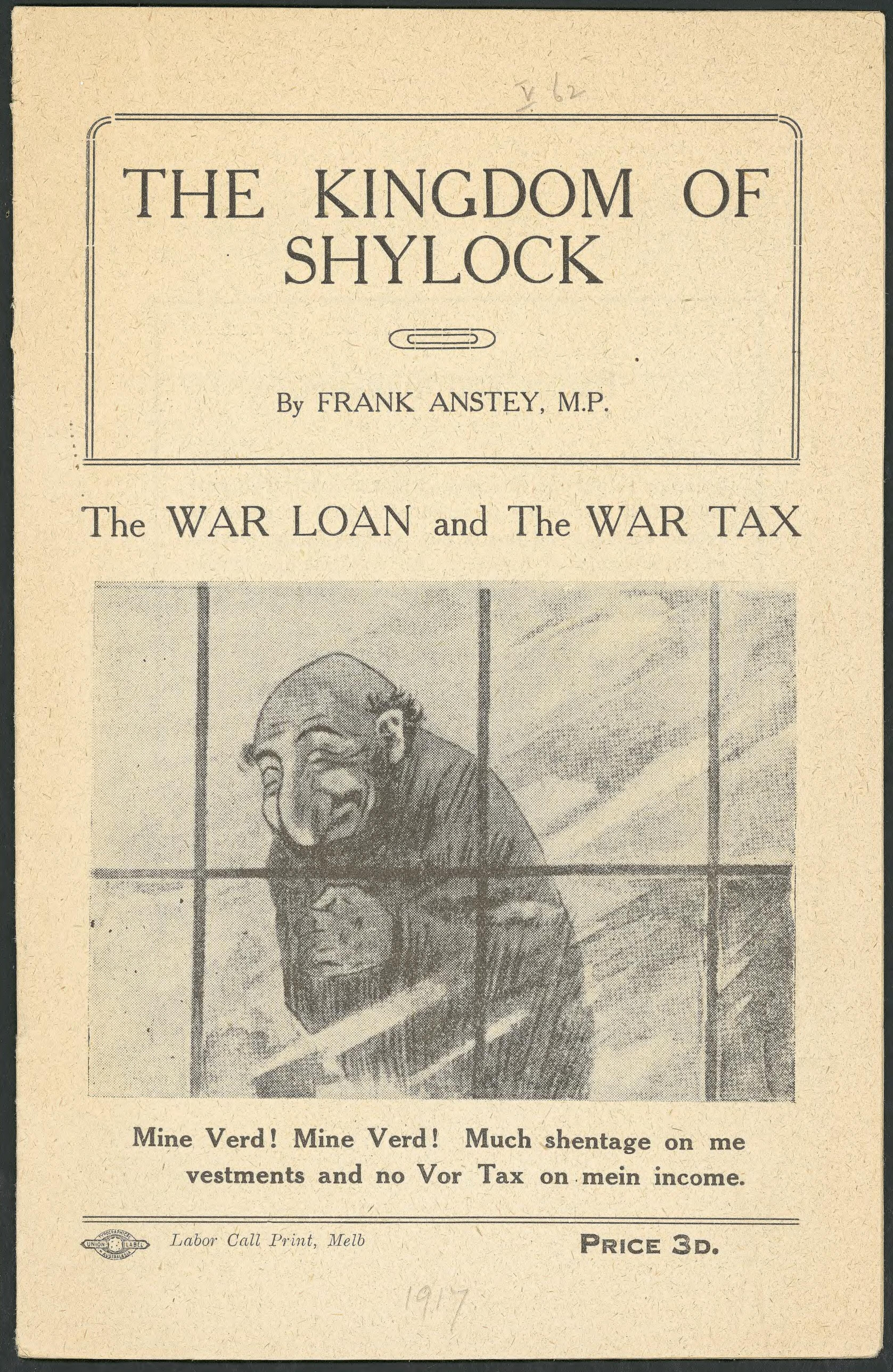
Sur le pamphlet de Frank Anstey (en), 1917 (Australie)
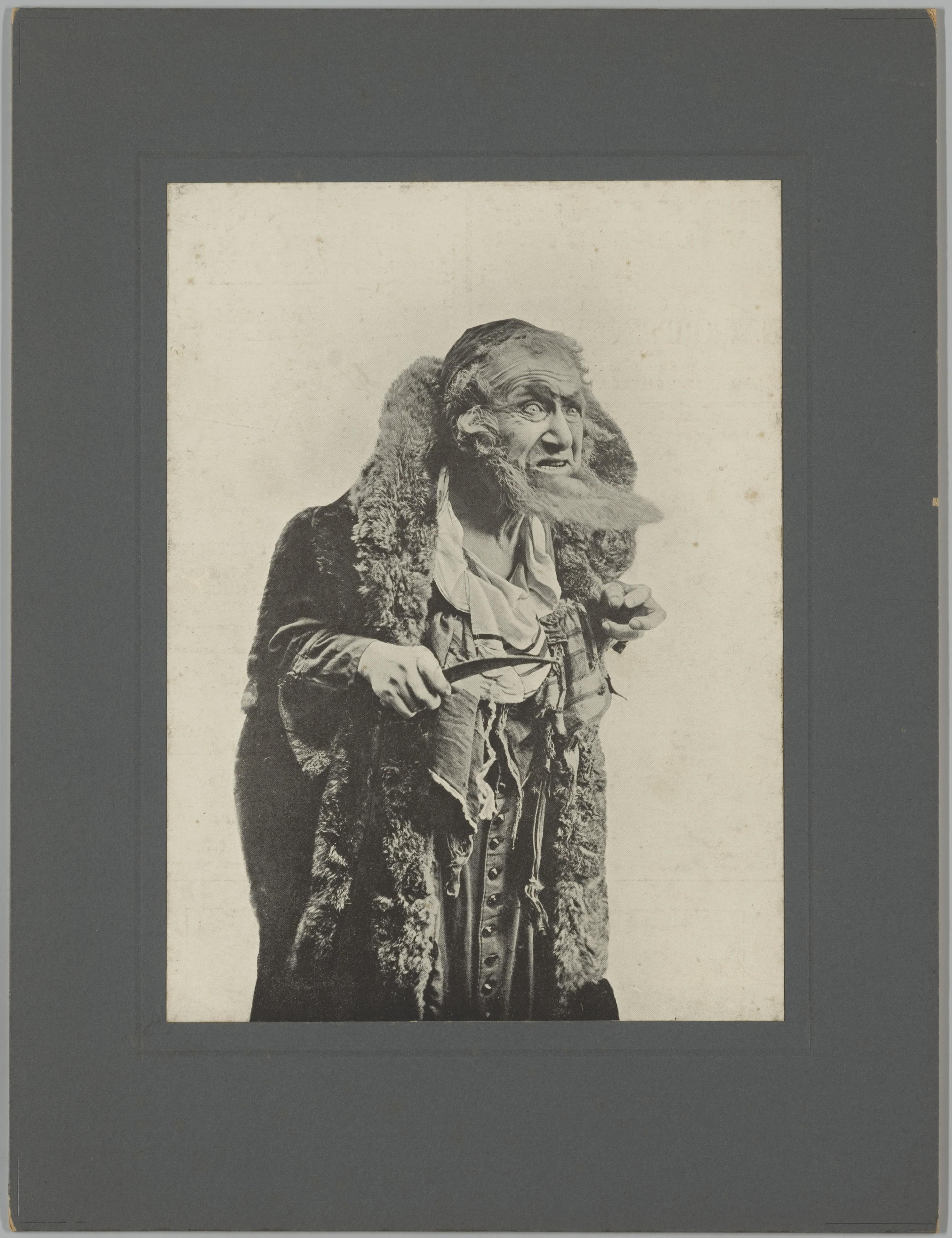
Louis Bouwmeester (en), v. 1930 (Pays-Bas)
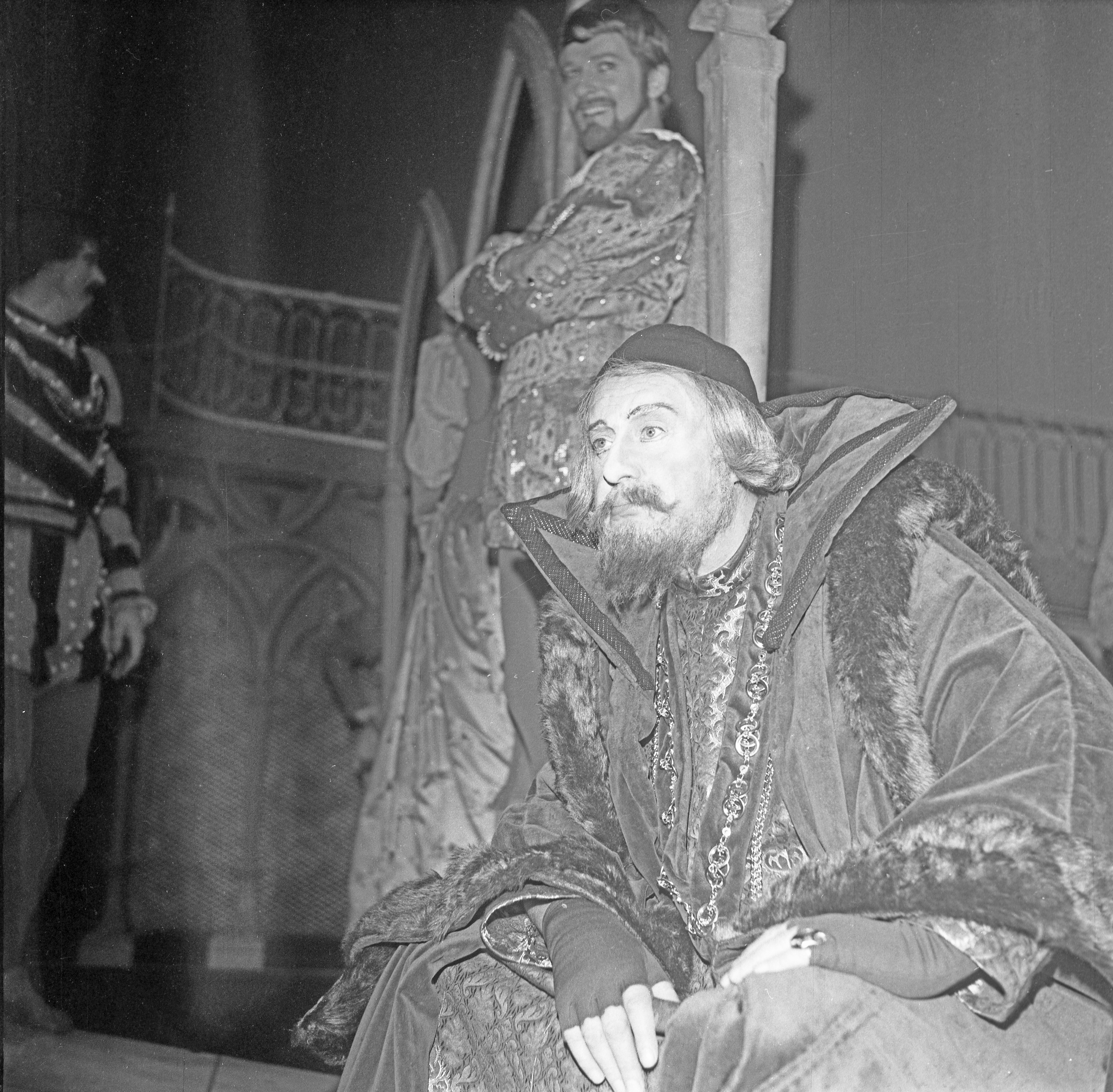
Svend Soot von Düring (en), 1969 (Norvège)
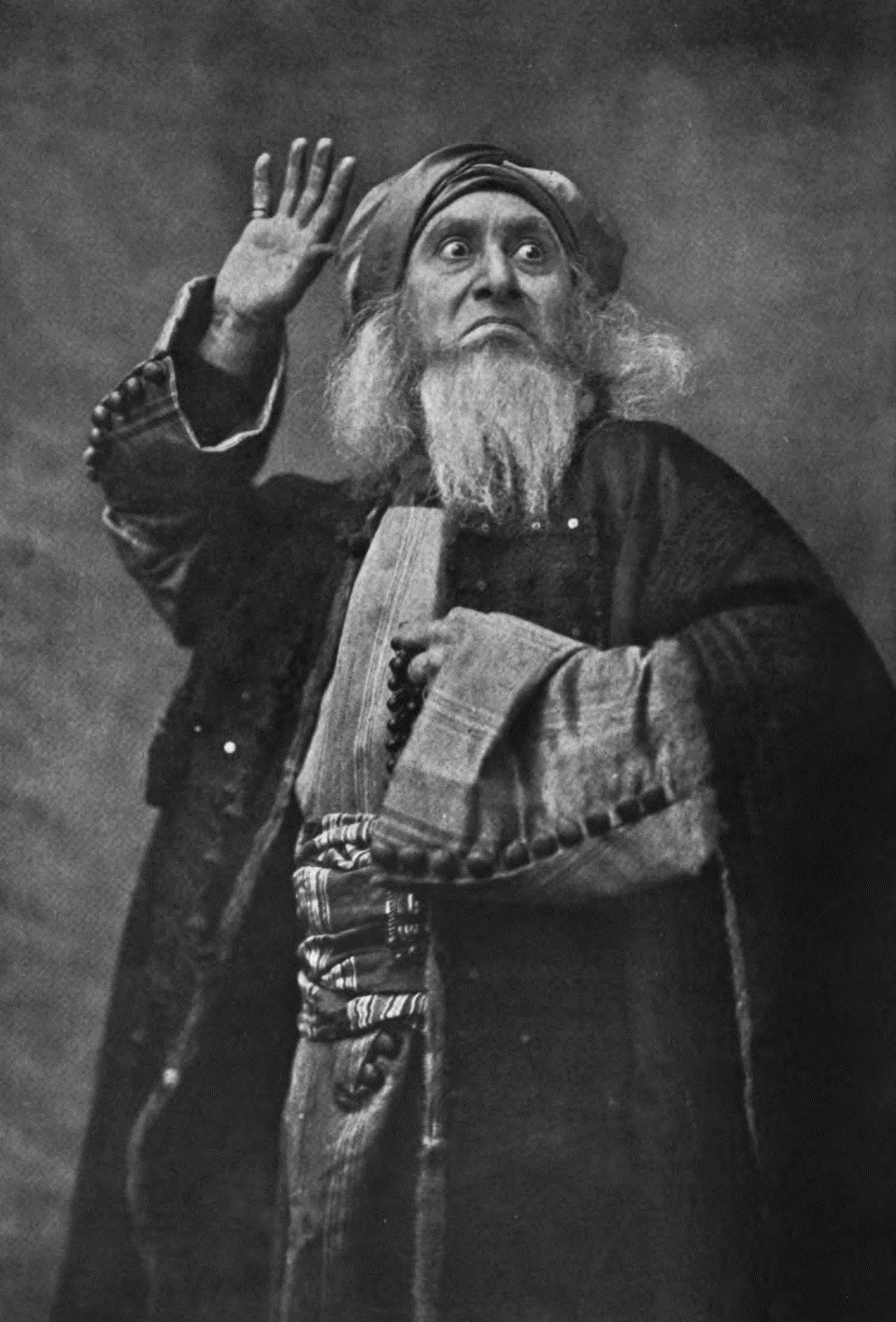
Ermete Novelli, 1972 (Italie)